# Fatehabad (Pendżab)
Fatehabad – miejscowość w Indiach, w Pendżabie. W 2011 roku liczyła 8860 mieszkańców.